# Lidová strana pro svobodu a demokracii
Lidová strana pro svobodu a demokracii (nizozemsky Volkspartij voor Vrijheid en Democratie, zkráceně VVD) je nizozemská konzervativně liberální strana. Po posledních parlamentních volbách v roce 2006 přešla z vládního působení do opozice.

## Historie
Předchůdkyně strany vznikla v roce 1885 (pod jiným názvem, současná strana na ni historicky a ideově navazuje), od ustavení všeobecného volebního práva v roce 1917 se řadila k největším politickým subjektům v zemi. Orientuje se na pravicový liberalismus, svobodný ekonomický trh, demokracii a mezinárodní spolupráci. Obecně podporuje myšlenku sociálního státu a jeho neoliberálních reforem. Historicky se vyhraňovala proti církvi a na počátku 20. století usilovala o sekularizaci.
V roce 1948 se politický subjekt Strana za svobodu (PvdV) přejmenoval na současnou Lidovou stranu pro svobodu a demokracii. Strana za svobodu vznikla transformací její předchůdkyně Liberální státní strany (LSP) v roce 1946.

## Politická reprezentace
Legenda
- Rok – rok, ve wikifikovaném roku (modrý) se konaly volby
- SR – počet zvolených poslanců do Sněmovny reprezentantů (dolní komory)
- S – počet zvolených senátorů do Senátu (horní komory)
- EP – počet zvolených poslanců do Evropského parlamentu
- PS – počet zvolených poslanců do Provinčních stavů
- Volební lídr – vedoucí představitel strany na kandidátce při parlamentních volbách, po volbách dle výsledku se může stát premiérem, ministrem, předsedou poslaneckého klubu
- Šéf p. klubu – předseda poslaneckého klubu strany, má silné postavení díky nizozemskému politickému systému
- Vláda – ukazuje účast strany ve vládní koalici, pokud se jí účastnila, pak je zde jméno hlavního ministra za stranu (premiér - osoba je/byla předsedou vlády), nebo strana byla v opozici (v opozici)
- Členů – počet členů strany
- Šéf strany – předseda strany

| Rok  | SR | S  | EP  | PS  | Volební lídr      | Šéf p. klubu       | Vláda                 | Členů   | Šéf strany                 |
| 1948 | 8  | 3  | n/a | 37  | Pieter Oud        | Pieter Oud         | Dirk Stikker          | 22175   | Pieter Oud                 |
| 1949 | 8  | 3  | n/a | 37  | volby se nekonaly | Pieter Oud         | Dirk Stikker          | 21771   | Pieter Oud                 |
| 1950 | 8  | 3  | n/a | 49  | volby se nekonaly | Pieter Oud         | Dirk Stikker          | 21271   | Pieter Oud                 |
| 1951 | 8  | 4  | n/a | 49  | volby se nekonaly | Pieter Oud         | Dirk Stikker          | 26777   | Pieter Oud                 |
| 1952 | 9  | 4  | n/a | 49  | Pieter Oud        | Pieter Oud         | v opozici             | 30000   | Pieter Oud                 |
| 1953 | 9  | 4  | n/a | 49  | volby se nekonaly | Pieter Oud         | v opozici             | 35000   | Pieter Oud                 |
| 1954 | 9  | 4  | n/a | 50  | volby se nekonaly | Pieter Oud         | v opozici             | 30000   | Pieter Oud                 |
| 1955 | 9  | 4  | n/a | 50  | volby se nekonaly | Pieter Oud         | v opozici             | neznámo | Pieter Oud                 |
| 1956 | 13 | 7  | n/a | 50  | Pieter Oud        | Pieter Oud         | v opozici             | neznámo | Pieter Oud                 |
| 1957 | 13 | 7  | n/a | 50  | volby se nekonaly | Pieter Oud         | v opozici             | neznámo | Pieter Oud                 |
| 1958 | 13 | 7  | n/a | 63  | volby se nekonaly | Pieter Oud         | v opozici             | neznámo | Pieter Oud                 |
| 1959 | 19 | 7  | n/a | 63  | Pieter Oud        | Pieter Oud         | Henk Korthals         | 35000   | Pieter Oud                 |
| 1960 | 19 | 8  | n/a | 63  | volby se nekonaly | Pieter Oud         | Henk Korthals         | neznámo | Pieter Oud                 |
| 1961 | 19 | 8  | n/a | 63  | volby se nekonaly | Pieter Oud         | Henk Korthals         | neznámo | Pieter Oud                 |
| 1962 | 19 | 8  | n/a | 64  | volby se nekonaly | Pieter Oud         | Henk Korthals         | neznámo | Pieter Oud                 |
| 1963 | 16 | 7  | n/a | 64  | Edzo Toxopeus     | Willem Geertsema   | Edzo Toxopeus         | 30000   | Pieter Oud                 |
| 1964 | 16 | 7  | n/a | 64  | volby se nekonaly | Willem Geertsema   | Edzo Toxopeus         | neznámo | K. van der Pols            |
| 1965 | 16 | 7  | n/a | 64  | volby se nekonaly | Edzo Toxopeus      | v opozici             | 30000   | K. van der Pols            |
| 1966 | 16 | 8  | n/a | 65  | volby se nekonaly | Edzo Toxopeus      | v opozici             | 35000   | K. van der Pols            |
| 1967 | 17 | 8  | n/a | 65  | Edzo Toxopeus     | Edzo Toxopeus      | H. Johannes Witteveen | neznámo | K. van der Pols            |
| 1968 | 17 | 8  | n/a | 65  | volby se nekonaly | Edzo Toxopeus      | H. Johannes Witteveen | 35000   | K. van der Pols            |
| 1969 | 17 | 8  | n/a | 65  | volby se nekonaly | Willem Geertsema   | H. Johannes Witteveen | neznámo | Haya van Someren           |
| 1970 | 17 | 8  | n/a | 80  | volby se nekonaly | Willem Geertsema   | H. Johannes Witteveen | 38000   | Haya van Someren           |
| 1971 | 16 | 8  | n/a | 80  | Willem Geertsema  | Hans Wiegel        | Willem Geertsema      | neznámo | Haya van Someren           |
| 1972 | 22 | 8  | n/a | 80  | Hans Wiegel       | Hans Wiegel        | Willem Geertsema      | 41536   | Haya van Someren           |
| 1973 | 22 | 8  | n/a | 80  | volby se nekonaly | Hans Wiegel        | v opozici             | 68414   | Haya van Someren           |
| 1974 | 22 | 12 | n/a | 131 | volby se nekonaly | Hans Wiegel        | v opozici             | 78759   | Haya van Someren           |
| 1975 | 22 | 12 | n/a | 131 | volby se nekonaly | Hans Wiegel        | v opozici             | 82831   | Frits Korthals Altes       |
| 1976 | 22 | 12 | n/a | 131 | volby se nekonaly | Hans Wiegel        | v opozici             | 87751   | Frits Korthals Altes       |
| 1977 | 28 | 15 | n/a | 131 | Hans Wiegel       | Koos Rietkerk      | Hans Wiegel           | 97396   | Frits Korthals Altes       |
| 1978 | 28 | 15 | n/a | 118 | volby se nekonaly | Koos Rietkerk      | Hans Wiegel           | 100510  | Frits Korthals Altes       |
| 1979 | 28 | 15 | 4   | 118 | volby se nekonaly | Koos Rietkerk      | Hans Wiegel           | 92341   | Frits Korthals Altes       |
| 1980 | 28 | 13 | 4   | 118 | volby se nekonaly | Koos Rietkerk      | Hans Wiegel           | 85881   | Frits Korthals Altes       |
| 1981 | 26 | 12 | 4   | 118 | Hans Wiegel       | Hans Wiegel        | v opozici             | 92830   | J. Kamminga                |
| 1982 | 36 | 12 | 4   | 157 | Ed Nijpels        | Ed Nijpels         | Gijs van Aardenne     | 102888  | J. Kamminga                |
| 1983 | 36 | 17 | 4   | 157 | volby se nekonaly | Ed Nijpels         | Gijs van Aardenne     | 95528   | J. Kamminga                |
| 1984 | 36 | 17 | 5   | 157 | volby se nekonaly | Ed Nijpels         | Gijs van Aardenne     | 89120   | J. Kamminga                |
| 1985 | 36 | 17 | 5   | 157 | volby se nekonaly | Ed Nijpels         | Gijs van Aardenne     | 86821   | J. Kamminga                |
| 1986 | 27 | 16 | 5   | 157 | Ed Nijpels        | Joris Voorhoeve    | Rudolf de Korte       | 84617   | J. Kamminga                |
| 1987 | 27 | 12 | 5   | 112 | volby se nekonaly | Joris Voorhoeve    | Rudolf de Korte       | 76282   | L. Ginjaar                 |
| 1988 | 27 | 12 | 5   | 112 | volby se nekonaly | Joris Voorhoeve    | Rudolf de Korte       | 68735   | L. Ginjaar                 |
| 1989 | 22 | 12 | 3   | 112 | Joris Voorhoeve   | Joris Voorhoeve    | v opozici             | 64554   | L. Ginjaar                 |
| 1990 | 22 | 12 | 3   | 112 | volby se nekonaly | Frits Bolkestein   | v opozici             | 59074   | L. Ginjaar                 |
| 1991 | 22 | 12 | 3   | 116 | volby se nekonaly | Frits Bolkestein   | v opozici             | 55654   | L. Ginjaar                 |
| 1992 | 22 | 12 | 3   | 116 | volby se nekonaly | Frits Bolkestein   | v opozici             | 53755   | E.J.J.E. van Leeuwen-Schut |
| 1993 | 22 | 12 | 3   | 116 | volby se nekonaly | Frits Bolkestein   | v opozici             | 53390   | E.J.J.E. van Leeuwen-Schut |
| 1994 | 31 | 12 | 6   | 116 | Frits Bolkestein  | Frits Bolkestein   | Hans Dijkstal         | 53465   | W.K. Hoekzema              |
| 1995 | 31 | 23 | 6   | 207 | volby se nekonaly | Frits Bolkestein   | Hans Dijkstal         | 53465   | W.K. Hoekzema              |
| 1996 | 31 | 23 | 6   | 207 | volby se nekonaly | Frits Bolkestein   | Hans Dijkstal         | 52355   | W.K. Hoekzema              |
| 1997 | 31 | 23 | 6   | 207 | volby se nekonaly | Frits Bolkestein   | Hans Dijkstal         | 52197   | W.K. Hoekzema              |
| 1998 | 38 | 23 | 6   | 207 | Frits Bolkestein  | Hans Dijkstal      | Annemarie Jorritsma   | 51585   | W.K. Hoekzema              |
| 1999 | 38 | 19 | 6   | 182 | volby se nekonaly | Hans Dijkstal      | Annemarie Jorritsma   | 48991   | Bas Eenhoorn               |
| 2000 | 38 | 19 | 6   | 182 | volby se nekonaly | Hans Dijkstal      | Annemarie Jorritsma   | 48092   | Bas Eenhoorn               |
| 2001 | 38 | 19 | 6   | 182 | volby se nekonaly | Hans Dijkstal      | Annemarie Jorritsma   | 47441   | Bas Eenhoorn               |
| 2002 | 24 | 19 | 6   | 182 | Hans Dijkstal     | Gerrit Zalm        | Johan Remkes          | 47441   | Bas Eenhoorn               |
| 2003 | 28 | 15 | 6   | 138 | Gerrit Zalm       | Jozias van Aartsen | Gerrit Zalm           | 46391   | Bas Eenhoorn               |
| 2004 | 27 | 15 | 4   | 138 | volby se nekonaly | Jozias van Aartsen | Gerrit Zalm           | 44099   | Jan van Zanen              |
| 2005 | 27 | 15 | 4   | 138 | volby se nekonaly | Jozias van Aartsen | Gerrit Zalm           | 41861   | Jan van Zanen              |
| 2006 | 27 | 15 | 4   | 138 | Mark Rutte        | Mark Rutte         | Gerrit Zalm           | 40157   | Jan van Zanen              |
| 2007 | 22 | 15 | 4   | 138 | volby se nekonaly | Mark Rutte         | v opozici             | neznámo | Jan van Zanen              |
| 2010 | 31 | 14 | 3   | 102 | Mark Rutte        | Mark Rutte         | Mark Rutte            | 36371   | Mark Verheijen             |

### Poslanci Sněmovny reprezentantů
Po parlamentních volbách v roce 2006 strana dosáhla výsledku 21 křesel v dolní komoře
Toto je seznam poslanců Sněmovny reprezentantů za VVD (stav v roce 2009):

- Mark Rutte – předseda parlamentního klubu
- Henk Kamp
- Laetitia Griffithová
- Brigitte van der Burgová
- Fred Teeven
- Edith Schippersová
- Atzo Nicolaï
- Johan Remkes
- Willibrord van Beek
- Hans van Baalen
- Anouchka van Miltenburgová
- Charlie Aptroot
- Arend Jan Boekestijn
- Helma Neppérusová
- Ineke Dezentjé Hamming-Bluemink
- Stef Blok
- Paul de Krom
- Halbe Zijlstra
- Han ten Broeke
- Frans Weekers
- Janneke Snijder-Hazelhoff

(Rita Verdonková byla vyloučena z klubu 13. září 2007)

### Členové Senátu
Toto je seznam senátorů horní komory za VVD po senátních volbách v roce 2003 (stav v roce 2009):
- Uri Rosenthal – předseda senátorského klubu
- Fred de Graaf – místopředseda senátorského klubu
- Heleen Dupuis – tajemnice
- Marbeth Bierman-Beukema toe Water
- Ger Biermans
- Nicole van den Broek-Laman Trip
- Ankie Broekers-Knol
- Dick Dees
- Jan van Heukelum
- Willem Hoekzema
- Elsabe Kalsbeek-Schimmelpenninck van der Oije
- Niek Ketting
- Paul Luijten
- Cees van den Oosten
- Paula Swenker

### Členové Evropského parlamentu
Toto je seznam poslanců Evropského parlamentu za VVD po volbách v roce 2009 (stav v roce 2009):
- Hans van Baalen
- Jeanine Hennis-Plasschaertová
- Toine Manders

Strana VVD je v europarlamentu součásti politické skupiny Evropská liberální, demokratická a reformní strana, která tvoří Alianci liberálů a demokratů pro Evropu.

### Místní a provinční úroveň

#### Provinční vláda
VVD obsadila (2009) tři provinční guvernérské posty, bývalý předseda strany Ed Nijpels je královským komisařem (guvernérem) ve Frísku. Strana se podílí na všech provinčních vládách kromě provincie Groningen.
Zde jsou výsledky provinčních voleb v letech 2003 a 2007. Strana VVD je volebně silná zejména v aglomeraci Randstad, která zaujímá prostor provincií Severního Holandska, Jižního Holandska, Utrechtu a (část) Flevolandu. Naopak slabá je na periferii v provinciích Friesland, Overijssel, Zeeland a Limburg.
| Provincie                                                                      | Volby 2003 | Volby 2003    | Volby 2007 | Volby 2007    |
| Provincie                                                                      | Hlasy v %  | Počet mandátů | Hlasy v %  | Počet mandátů |
| ------------------------------------------------------------------------------ | ---------- | ------------- | ---------- | ------------- |
| Groningen                                                                      | 13,4%      | 7             | 11,7%      | 5             |
| Frísko                                                                         | 10,9%      | 6             | 10,8%      | 5             |
| Drenthe                                                                        | 18,0%      | 9             | 16,8%      | 8             |
| Overijssel                                                                     | 13,7%      | 9             | 13,6%      | 6             |
| Flevoland                                                                      | 22,7%      | 11            | 22,8%      | 9             |
| Gelderland                                                                     | 16,9%      | 13            | 16,6%      | 9             |
| Utrecht                                                                        | 20,7%      | 14            | 20,1%      | 10            |
| Severní Holandsko                                                              | 23%        | 20            | 22,7%      | 13            |
| Jižní Holandsko                                                                | 21,4%      | 18            | 20,3%      | 12            |
| Zeeland                                                                        | 14,5%      | 7             | 14,5%      | 6             |
| Severní Brabantsko                                                             | 19,0%      | 15            | 18,9%      | 11            |
| Limburg                                                                        | 14,5%      | 9             | 14,5%      | 7             |
| zdroj: www.verkiezingsuitslagen.nl Archivováno 29. 3. 2015 na Wayback Machine. |            |               |            |               |

#### Místní samospráva
Počet starostů ze strany VVD je 109 z celkového počtu 414 (2009). Strana má okolo 250 radních a 1100 zastupitelů v obecních zastupitelstvech.